# أكبر غانجي
أكبر غانجي (بالفارسية: :اکبر گنجی) (ولد في طهران الموافق 31 يناير عام 1960م). هو صحفي وكاتب إيراني. وصف بأنه «المنشق السياسي الأبرز في إيران», و «احد الصحفيين المؤيدين للديمقراطية الذين يحضون بشعبية جماهيرية كبيرة» يعتبر أحد الكتاب الذين يتجاوزون في كتاباتهم الرقابة الصحافية «الخطوط الحمراء» بانتظام. كان من المؤيدين للثورة الإسلامية في شبابة، ولكن ضاق ذرعاً من سياسات الدولة في منصف التسعينات حيث تم حبسه في سجن إيفين الواقع في طهران من 2001م إلى 2006 وذلك بعد قيامة بنشر عدد من المقالات التي تتناول موضوعات مقتل عدد من المؤلفين المعارضين التي عرفة فيما بعد باسم جرائم القتل المتسلسل في إيران. أثناء تواجده في السجن، اصدر بياناً جعل منه أول منشق بارز ذو خلفية إسلامية واحد الثوريين السابقين ينادي باستبدال النظام الثيوقراطي الإيراني بالنظام الديمقراطي.
حصل غانجي على المواطنة الفخرية من أكثر من مدينة أوروبيه، كما حصل على العديد من الجوائز المرموقة بسبب كتاباته. فاز غانجي بالعديد من الجوائز العالمية بسبب أعمالة، بما في ذلك جائزة القلم الذهبي لرابطة الصحافة العالمية، جائزة حرية الصحافة فرع الصحافة الدولية من جمعية الصحفيين الكنديين، جائزة مارتن إينالز للمدافعين عن حقوق الإنسان، جائزة معهد ميلتون فريدمان للنهوض بالحرية وجائزة جون همفري للحرية.

## نشأته
نشأ غانجي في عائلة متدينة وفقيرة في طهران. في عمر مبكر، كان غانجي عضو نشط في القوى الإسلامية المعارضة لحكم الشاه، كما شارك في قوات الحرس الثوري الإيراني خلال الحرب الإيرانية العراقية. حصل غانجي على درجة الماجستير في الاتصالات.
في عام 1994-5م بدأ غانجي يضيق ذرعاً من تصرفات النظام. "أرى الفاشية والإستبداد السياسي يتزايدان في إيران، وكل من يطرح الأسئلة يصبح 'مناهض للثورة' و 'عدو لإيران'". ترك غانجي الحرس الثوري ليصبح محقق صحفي. بعد ذلك بفترة قليلة، اكتسب غانجي شهره واسعة من خلال "فضحه للدور المشبوه الذي لعبة عدد من كبار المسئولين في عمليات قتل وتصفية ضد مجموعة من المعارضين اللبراليين.

## الجوائز والأوسمة
- العضوية الفخرية في PEN في أمريكا (2000)
- صحفيون كنديون من أجل حرية التعبير، الجائزة الدولية لحرية الصحافة (2000)
- جمعية دراسات الشرق الأوسط في أمريكا الشمالية، جائزة MESA للحرية الأكاديمية (2005)
- جائزة حرية الصحافة، إيطاليا (2005)
- جمعية الصحافة العالمية، القلم الذهبي للحرية (2006)
- المواطنة الفخرية لمدينة فلورنسا بإيطاليا (2006)
- جائزة مارتن إينالز للمدافعين عن حقوق الإنسان (2006)
- نادي الصحافة الوطني، جائزة جون أبوشون لحرية الصحافة (2006)
- جائزة جون همفري للحرية، الحقوق والدمقراطية (2007)[12]
- جائزة فريدمان ميلتون للنهوض بالحريات (2010)
- بطل الصحافة العالمي، المعهد الدولي للصحافة (2010)[13]

## وصلات خارجية
- الموقع الرسمي
 الحرية ليست مجانية – موقع أكبر غانجي (تحت الإنشاء)
- CJFE تطالب بالإفراج عن غانجي
- إسكات غانجي ومعارضون اخرون قبيل الإنتخابات[وصلة مكسورة]
- أضراب غانجي عن الطعام , هيومن رايتس ووتش: حياة المناهض المنشق في خطر.
- إيران: مقابلة المعارض الإيراني أكبر غانجي مع راديو فاردا
- الرسالة الثاني المكتوبة في اليوم الثلاثون للإضراب عن الطعام
- الملف الشخصي في موقع بي بي سي
- ناشط إيراني يزدري البيت الأبيض' مقالة على موقع بي بي سي عن رفض غانجي دعوة من البيت الأبيض
- إضراب غانجي القادم غالباً ما سيكون للأمم المتحدة
- نظرة من داخل طهران من مايو/يونيو 2007
- إعتراف مسؤول في جهاز الإستخبارات عن إنشاء شخصيات للمعارضة 13 أغسطس 2007
- الإسلام